# 山口茜 (バドミントン選手)
山口 茜（やまぐち あかね、1997年6月6日 - ）は、日本の女子バドミントン選手。福井県出身。BWF世界ランキング最高位は1位（2018年4月19日初到達）。

## 人物
勝山市立平泉寺小学校、勝山市立勝山南部中学校、福井県立勝山高等学校卒。
3歳で初めてラケットを握り、中学3年生時の2012年、アジアユースU19バドミントン選手権大会団体戦で金メダルを獲得した。千葉ポートアリーナで開催された世界ジュニアバドミントン選手権大会の女子シングルスと混合団体戦で銀メダルを獲得している。同年12月の全日本総合バドミントン選手権大会では史上初めて中学生で初戦を突破、12月20日に史上最年少でバドミントン日本代表に選出された。

### 高校
高校進学後、1年生時の2013年8月に全国高等学校総合体育大会バドミントン競技大会（インターハイ）女子シングルスで優勝、中国・南京市で開催された第2回アジアユースゲームズでは古賀穂（福島県立富岡高等学校）とペアを組んで混合ダブルスで金メダルを獲得した。
9月のヨネックスオープンジャパン開催時は世界ランキング145位で予選から出場し、本戦2回戦で世界選手権銅メダリストのシンドゥ・プサルラ（インド）、準決勝で前年度優勝者の戴資穎（台湾）を破って決勝に進出。決勝戦では打田しづか（日本ユニシス）に2-0（21-15，21-19）で勝利して、同大会の全種目を通じて日本人初の優勝を達成。16歳3カ月16日でのBWFスーパーシリーズ制覇は史上最年少記録。
11月にバンコクで開催された世界ジュニア選手権シングルスでは2年連続で決勝に進出し、大堀彩との日本人対決を制して金メダルを獲得。12月の全日本総合バドミントン選手権大会では史上最年少優勝を狙ったが準決勝で廣瀬栄理子（ヨネックス）に敗れた。2014年2月16から23日にかけて台湾の台北市で行われたアジアユースU19選手権大会において、女子個人決勝戦で中国代表選手を2-0のストレートで破り、本大会で個人として初優勝を果たした。前年の大堀彩に続き、日本人で同種目を制したのは二人目。3月20から24日に長野県で行われた平成25年度第42回全国高等学校選抜バドミントン大会ではシングルス優勝、ダブルスでは3位に入賞した。
高校2年に進級後、4月7日から18日にマレーシアで開催された2014年世界ジュニア選手権でシングルス2連覇を達成。8月1から6日に千葉県で行われたインターハイでは、シングルスで2連覇、団体とダブルスでベスト4入りを果たした。8月16日に開幕した第2回ユースオリンピックの開会式で日本選手団の旗手を務め、女子シングルスで準優勝を果たした。11月にはBWFスーパーシリーズプレミアの中国オープンで準優勝。12月の全日本総合選手権大会では前回大会優勝の三谷美菜津を2-0で破って初優勝を果たした。17歳6か月での初優勝は大会史上2番目に若い記録である。12月、UAEのドバイで開催されたBWFスーパーシリーズファイナルに出場し、1次リーグ戦で王儀涵、ラチャノック・インタノン、戴資穎に3連勝し1位で準決勝に進出。準決勝では成池鉉に敗れて3位となった。
高校3年生時は8月の世界選手権を辞退して同時期に行われたインターハイを優先、シングルスで史上初の3連覇を達成、ダブルスは準優勝、団体で3位となった。

### 社会人
高校卒業後、進学はせず再春館製薬所に入社することになった。
2018年4月19日発表の世界ランキングで1位に浮上。シングルスの日本選手が世界1位になるのは男女を通じて初めて。
2021年7月開催の東京オリンピックは準々決勝でシンドゥ・プサルラに敗れた。

## 主な成績
- 2012年
  - 全国中学校大会 WS 優勝
- 2013年
  - ヨネックスジャパンオープン WS 優勝
  - インターハイ WS 優勝
  - 世界ジュニア選手権 WS 優勝
- 2014年
  - インターハイ WS 優勝(2連覇)
  - 世界ジュニア選手権 WS 優勝 (2連覇)
  - 全日本総合バドミントン選手権 WS 初優勝
- 2015年
  - インターハイ WS 優勝(3連覇)
  - 全国高校選抜 WD 優勝
  - ヨネックスジャパンオープン WS 準優勝
  - 韓国オープン WS 3位
  - ビットブルガ‐オープン WS 優勝
  - 全日本総合バドミントン選手権 WS 3位
- 2016年
  - ドイツオープン WS 3位
  - シンガポールオープン WS 3位
  - リオオリンピック WS ベスト8
  - 全日本社会人選手権 WD 3位
  - ヨネックスジャパンオープン WS 3位
  - 韓国オープン WS 優勝
  - デンマークオープン WS 優勝
  - 全日本総合バドミントン選手権 WS 準優勝
- 2017年
  - ドイツオープン WS 優勝
  - 全英オープン  WS 3位
  - インドオープン WS 3位
  - オーストラリアオープン WS 準優勝
  - アジア選手権  WS 準優勝
  - 韓国オープン  WS 3位
  - デンマークオープン WS 準優勝
  - フランスオープン    WS 準優勝
  - 中国オープン WS 優勝
  - 全日本総合バドミントン選手権 WS 優勝(2回目)
  - スパーシリーズファイナルズ WS 初優勝
- 2018年
  - マレーシアマスターズ WS 3位
- 2022年
  - 全英オープン WS 初優勝
  - ジャパン・オープン WS 優勝
  - ワールドツアーファイナルズ WS 優勝
- 2023年
  - マレーシア・オープン WS 優勝
  - ドイツ・オープン WS 優勝
  - マレーシア・マスターズ WS 優勝
  - カナダ・オープン WS 優勝

## TV出演等
- 1億人の大質問!?笑ってコラえて!（日本テレビ、2012年2月22日） - スーパー中学生として紹介された。
- 『めざせ!2020年のオリンピアン「バドミントン最年少女王×オグシオ潮田玲子」』（NHK総合、2014年6月22日） - 山口自身の苦悩を紹介したり、潮田に技術指導をしてもらうといった企画の番組に出演した。
- 『アスリートの輝石 File.109 Akane Yamaguchi』（BS日テレ、2014年8月3日）
- 『アスリートの魂 ふるさとに誓う勝利 バドミントン 山口茜』（NHK BS1、2015年1月17日）